# Serrapeptase

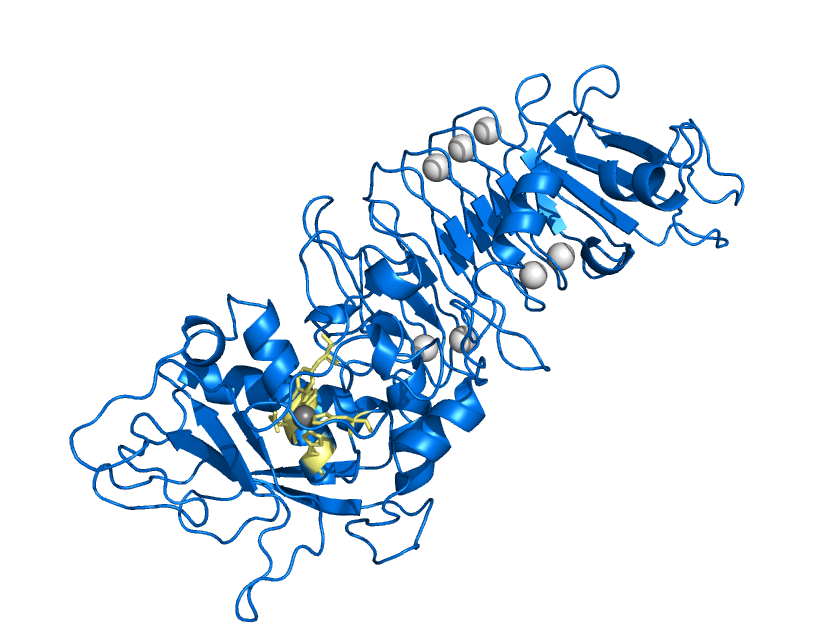
Structure cristalline de la serrapeptase avec du zinc (gris) et du calcium (blanc).

La serrapeptase ou Serratiopeptidase (Serratia E-15 protéase, également connu sous le nom serralysin, serratiapeptase, Serratia peptidase, serratio peptidase, ou serrapeptidase) est une enzyme protéolytique (protéase) produite par l'entérobactérie Serratia sp. E-15, maintenant connue sous le nom de Serratia marcescens ATCC 21074. Ce micro-organisme a été isolé à la fin des années 1960 de l'intestin du ver à soie (Bombyx mori L.). La serratiopeptidase est présente dans l'intestin du ver à soie, et permet au papillon, à l'issue de sa métamorphose, de percer son cocon pour en sortir. La serratiopeptase est produite par purification à partir d'une culture de bactéries Serratia E-15. C'est un membre de la famille des peptidases M10B (matrixines)

## Revendications des bienfaits anti-inflammatoires
La Serrapeptase est prescrite dans diverses spécialités comme la chirurgie, l'orthopédie, ORL, gynécologie et médecine dentaire pour ses effets anti-inflammatoires, anti-œdème et analgésique. Certains rapports anecdotiques suggèrent qu'il possède des effets anti-athérosclérosique, en raison de ses propriétés fibrinolytiques et caséinolytique. En dépit d'être largement utilisée il y a peu d'études publiées sur son efficacité. Ainsi, la preuve en ce qui concerne son utilité clinique est encore nécessaire.